# Бухенвальд
Бухенва́льд (нім. Buchenwald [ˈbuːxənvalt] — «буковий ліс») — нацистський концентраційний табір, розташований за 6 миль від міста Ваймар в Тюринґії (на території колишньої НДР) в центральній Німеччині, заснований гітлерівцями влітку 1937 року, діяв 8 років, до 1945 року. В Бухенвальді за весь період його існування відбували ув'язнення близько 250 тис. осіб різних національностей, з них понад 55 тис. було закатовано.
Після війни в Бухенвальді відкрито пам'ятник жертвам нацизму.

## Бухенвальд до 1945 року
За час існування концентраційного табору через нього пройшли понад 250 тисяч осіб і 56 тисяч загинули. Переважна частина загиблих — євреї та політичні в'язні, але також радянські (українські включно) військовополонені, цигани та гомосексуали.

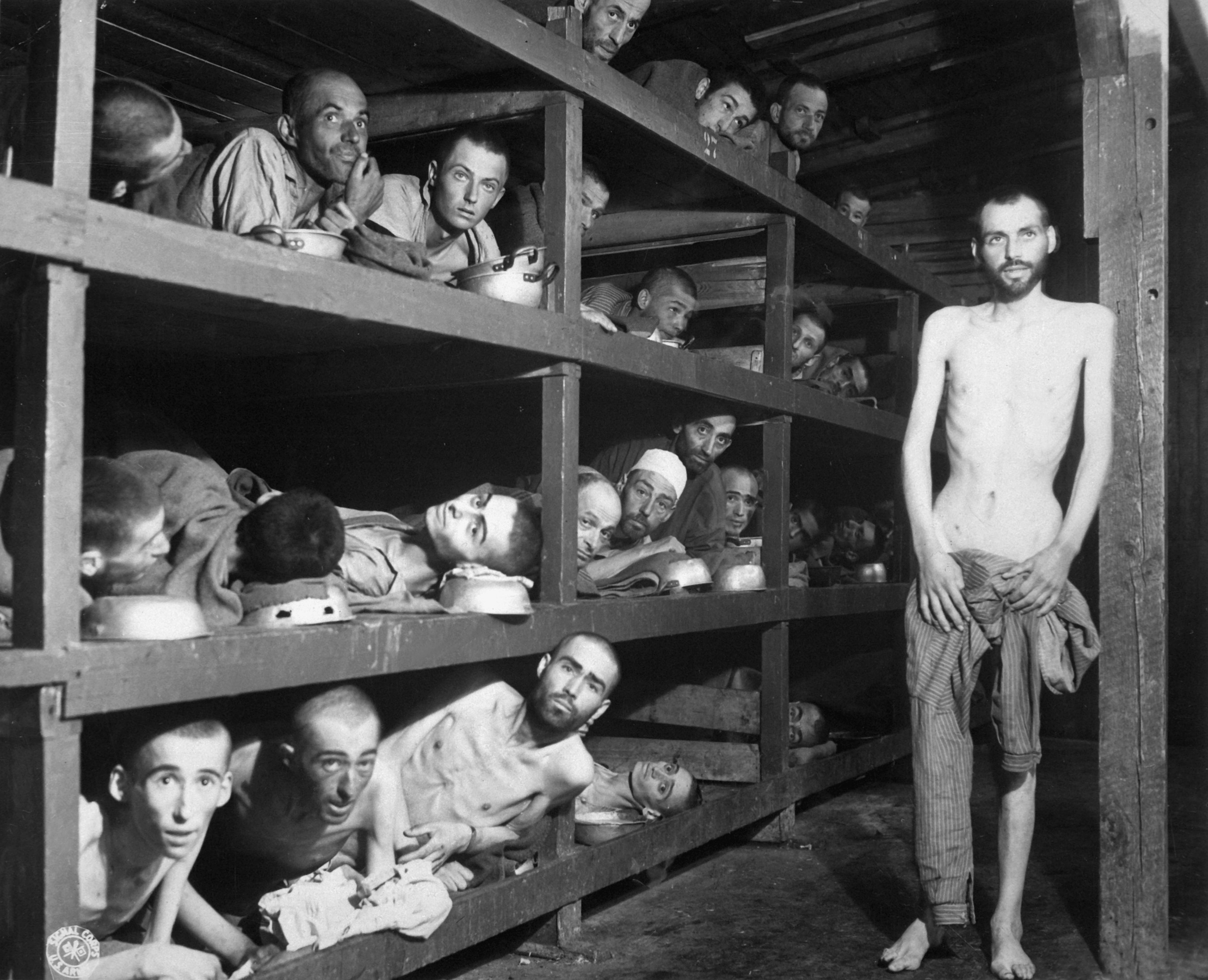
В'язні Бухенвальду

Бухенвальд не був табором смерті, як, наприклад, Аушвіц — у таборі не було газових камер або іншого облаштування для масового вбивства. Проте в Бухенвальді було вбито та закатовано багато ув'язнених; інші гинули від голоду та хвороб або через проведення медичних експериментів над людьми. Ільза Кох, дружина командувача табору Карла-Отто Коха, зажила сумної слави тим, що мала абажури, виготовлені з людської шкіри. Для цього відбиралися в'язні, котрі мали викарбувані на своїй шкірі найбільш мистецькі татуювання — їх затримували та вбивали уколами під керівництвом Карла Бейґс, одного з членів Капос.

## Повстання і звільнення
На початку квітня 1945 року есесівці вивезли з табору кілька тисяч євреїв. Однак здійснити масову евакуацію в'язнів, намічену на 5 квітня 1945 року, нацистам не вдалося. Ув'язнені відмовлялися виходити на шикування, а старших по бараках ховали. В останні тижні існування Бухенвальда інтернаціональна підпільна збройна організація ув'язнених готувала повстання, призначене на 1 квітня, потім на 8 або 9 квітня.
4 квітня 1945 року частини американської 6-ї бронетанкової дивізії і 89-ї піхотної дивізій звільнили Ордруф, один з допоміжних таборів Бухенвальда. Це був перший нацистський табір, який звільнили американські війська. В цей час група ув'язнених за допомогою саморобного радіопередавача намагалася вийти на зв'язок з американськими або радянськими військами. Цим займалися польський в'язень Гвідон Дамазин, в минулому інженер-радіоаматор, і російський військовополонений Костянтин Іванович Леонов. Опівночі 8 квітня їм вдалося передати радіограму американській армії і отримати відповідь.
Текст радіограми:
«Союзникам. Армії генерала Паттона. На зв'язку концентраційний табір Бухенвальд. СОС. Просимо про допомогу. Вони хочуть нас евакуювати. СС хочуть нас знищити ».
| Ліві лапки | To the Allies. To the army of General Patton. This is the Buchenwald concentration camp. SOS. We request help. They want to evacuate us. The SS wants to destroy us. | Праві лапки |

Відповідь прийшла через кілька хвилин: «Концтабір Бухенвальд. Тримайтеся. Поспішаємо до вас на допомогу. Командування Третьою армії».
| Ліві лапки | KZ Bu. Hold out. Rushing to your aid. Staff of Third Army. | Праві лапки |

Повстання почалося 11 квітня штурмом сторожових веж. Повсталі діяли організовано, в складі заздалегідь визначених підрозділів, атакуючи охорону одночасно в декількох напрямках . Потім була захоплена комендатура, колишні ув'язнені зайняли кругову оборону. У той же день о 15:15 у звільнений табір увійшли підрозділи Третьої армії США.
З близько 250 000 ув'язнених, які пройшли через Бухенвальд з дня його заснування, близько 56 000 померли або були вбиті 
16 квітня американці привели в табір жителів міста Веймар з метою показати їм табір і те, що відбувалося в ньому, для можливого майбутнього свідчення на міжнародному процесі. Більшість з жителів заявляли, що нічого не знають про цей табір.
Коли американське військо звільнило табір у 1945 році, у таборі в жахливих умовах перебувало 20 000 в'язнів.
Невдовзі після визволення радянські спецслужби почали використовувати Бухенвальд для ув'язнення нової хвилі полонених.

## Суд над керівництвом табору
У квітні 1947 року  Обергрупенфюрер СС і генерал Ваффен-СС князь Йозіас Вальдек-Пірмонтський, під юрисдикцією якого знаходився табір, та 30 злочинних членів штабу табору, включно зі зловідомою Ільзе Кох, постали перед судом Військового Трибуналу США. Суд відбувся в концентраційному таборі Дахау поблизу Мюнхена.
Князь Йозіас був засуджений до довічного ув'язнення, 8 червня 1948 року термін зменшили до 20 років. 1 грудня 1950 року звільнений за станом здоров'я.

## Бухенвальд за часів радянської окупації
В 1945 році табір опинився в радянській окупаційній зоні та був перетворений на спеціальний табір НКВС, який існував до 1950 року.
За час існування табору НКВС через нього пройшли 28 тисяч осіб, 7 тисяч з яких загинули. Переважна частина загиблих за часів радянської окупації — інтерновані особи, що померли внаслідок голоду та за відсутності медичної допомоги. При цьому рівень смертності був вищий за нацистські часи. І там, як стало згодом відомо, чинили воєнні злочини

## Виноски
1. ↑  https://gazeta.ua/articles/history/_buhenvaldska-vidma-ilze-koh-robila-abazhuri-iz-lyudskoyi-shkiri/830964 [Архівовано 11 квітня 2019 у Wayback Machine.] "Бухенвальдська відьма" Ільзе Кох робила абажури із людської шкіри
2. ↑  https://www.bradford-delong.com/2015/04/liveblogging-world-war-ii-april-10-1945-buchenwald.html [Архівовано 11 квітня 2019 у Wayback Machine.] Liveblogging World War II: April 10, 1945: Buchenwald
3. 1 2  Konzentrationslager Buchenwald 1937–1945 (нім.). Stiftung Gedenkstätten Buchenwald und Mittelbau Dora. Архів оригіналу за 23 жовтня 2012. Процитовано 21 жовтня 2012.
4. ↑  Владислав Гриневич. Роздуми про пам’ять Другої світової війни в Європі [Архівовано 16 грудня 2010 у Wayback Machine.] Дзеркало тижня № 46 (826) 11 — 17 грудня 2010